# Lennart Poettering
Lennart Poettering, född 15 oktober 1980 i Guatemala City, är en tysk mjukvaruingenjör. Han är mest känd för skapandet av pulseaudio, en multiplattforms ljudserver; systemd, en ersättare till System V init för linux, samt Avahi, en fri implementering av zeroconf.
Poettering är född i Guatemala City i Guatemala, men är uppvuxen i den brasilianska staden Rio de Janeiro och tyska Hamburg. Han arbetar för tillfället för Microsoft.